# Joué-du-Bois
Joué-du-Bois és un municipi francès situat al departament de l'Orne i a la regió de Normandia. L'any 2007 tenia 438 habitants.

## Demografia

### Població
El 2007 la població de fet de Joué-du-Bois era de 438 persones. Hi havia 168 famílies de les quals 52 eren unipersonals (32 homes vivint sols i 20 dones vivint soles), 52 parelles sense fills i 64 parelles amb fills.
La població ha evolucionat segons el següent gràfic:
Habitants censats

### Habitatges
El 2007 hi havia 257 habitatges, 175 eren l'habitatge principal de la família, 62 eren segones residències i 19 estaven desocupats. Tots els 250 habitatges eren cases. Dels 175 habitatges principals, 140 estaven ocupats pels seus propietaris, 31 estaven llogats i ocupats pels llogaters i 4 estaven cedits a títol gratuït; 1 tenia una cambra, 16 en tenien dues, 38 en tenien tres, 49 en tenien quatre i 71 en tenien cinc o més. 153 habitatges disposaven pel capbaix d'una plaça de pàrquing. A 86 habitatges hi havia un automòbil i a 71 n'hi havia dos o més.

### Piràmide de població
La piràmide de població per edats i sexe el 2009 era:
| Homes | Edats   | Dones |
| ----- | ------- | ----- |
| 0     | 95 o +  | 4     |
| 0     | 90 a 94 | 4     |
| 4     | 85 a 89 | 0     |
| 0     | 80 a 84 | 0     |
| 4     | 75 a 79 | 8     |
| 32    | 70 a 74 | 24    |
| 16    | 65 a 69 | 12    |
| 4     | 60 a 64 | 8     |
| 20    | 55 a 59 | 0     |
| 0     | 50 a 54 | 12    |
| 16    | 45 a 49 | 8     |
| 20    | 40 a 44 | 8     |
| 20    | 35 a 39 | 28    |
| 8     | 30 a 34 | 16    |
| 4     | 25 a 29 | 4     |
| 4     | 20 a 24 | 0     |
| 8     | 15 a 19 | 4     |
| 8     | 10 a 14 | 20    |
| 16    | 5 a 9   | 28    |
| 12    | 0 a 4   | 12    |

## Economia
El 2007 la població en edat de treballar era de 271 persones, 190 eren actives i 81 eren inactives. De les 190 persones actives 179 estaven ocupades (100 homes i 79 dones) i 11 estaven aturades (6 homes i 5 dones). De les 81 persones inactives 26 estaven jubilades, 38 estaven estudiant i 17 estaven classificades com a «altres inactius».

### Ingressos
El 2009 a Joué-du-Bois hi havia 173 unitats fiscals que integraven 436 persones, la mediana anual d'ingressos fiscals per persona era de 15.102 €.

### Activitats econòmiques
Dels 12 establiments que hi havia el 2007, 2 eren d'empreses alimentàries, 1 d'una empresa de fabricació d'altres productes industrials, 2 d'empreses de construcció, 1 d'una empresa de comerç i reparació d'automòbils, 2 d'empreses d'hostatgeria i restauració, 1 d'una empresa financera, 1 d'una empresa immobiliària i 2 d'empreses classificades com a «altres activitats de serveis».
Dels 5 establiments de servei als particulars que hi havia el 2009, 1 era un taller de reparació d'automòbils i de material agrícola, 1 fusteria, 1 perruqueria i 2 restaurants.
L'únic establiment comercial que hi havia el 2009 era una fleca.
L'any 2000 a Joué-du-Bois hi havia 41 explotacions agrícoles que ocupaven un total de 1.584 hectàrees.

## Equipaments sanitaris i escolars
El 2009 hi havia una escola elemental integrada dins d'un grup escolar amb les comunes properes formant una escola dispersa.

## Poblacions més properes
El següent diagrama mostra les poblacions més properes.